# Dennis Aase

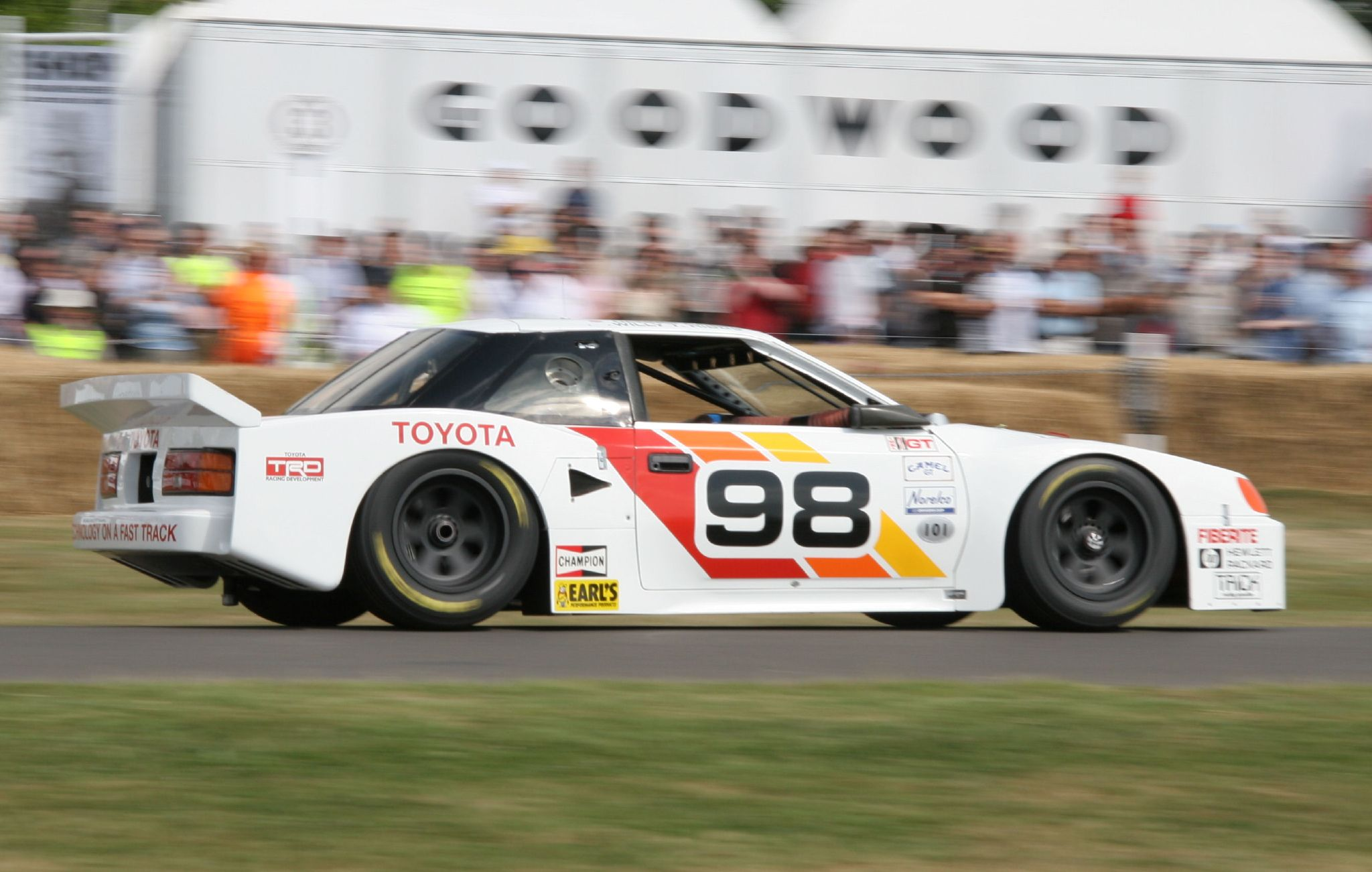
Dennis Aase im Toyota Celica Turbo GTO beim Goodwood Festival of Speed 2006

Dennis William Aase (* 23. Februar 1942 oder 1944 in Olmsted, Minnesota; † 28. Februar 2023) war ein US-amerikanischer Automobilrennfahrer und Rennstallbesitzer.

## Karriere
Dennis Aase begann seine Karriere als Rennfahrer Anfang der 1970er-Jahre. Seine ersten Renneinsätze hatte der in US-amerikanischen SCCA-Sportwagen-Meisterschaft und in der Can-Am-Serie, die er 1974 als Achter der Meisterschaft abschloss. In den 1980er-Jahren war Aase ein regelmäßiger Starter in der IMSA-GT- und IMSA-GTP-Serie, wo er mehrere Meisterschaftsrennen für sich entscheiden konnte. 1983 wurde er Werksfahrer bei Toyota und fuhr den von Dan Gurneys All-American-Racers-Team eingesetzten Toyota Celica in der Serie. Seine beste Platzierung beim 12-Stunden-Rennen von Sebring war der fünfte Gesamtrang 1981, gleichbedeutend mit dem Sieg in der GTO-Klasse. Einmal war Aase auch beim 24-Stunden-Rennen von Le Mans am Start. 1977 erreichte er dort den 20. Gesamtrang.
1994 gründete er gemeinsam mit seinem Bruder Dave ein Rennteam das viele Jahre mit Fahrzeugen der Marken Porsche und Toyota bei US-amerikanischen Sportwagenrennen engagiert war. Unter anderem präparierte das Team auch die Safety Cars für die Rennen der CART-Serie in den 1990er-Jahren.
Als Fahrer feierte er in seiner Karriere, die bis ins Jahr 2000 dauerte, acht Gesamt- und zwölf Klassensiege. Er starb im Februar 2023.

## Statistik

### Le-Mans-Ergebnisse
| Jahr | Team                 | Fahrzeug                | Teamkollege  | Teamkollege   | Platzierung | Ausfallgrund |
| ---- | -------------------- | ----------------------- | ------------ | ------------- | ----------- | ------------ |
| 1977 | Wynn’s International | Porsche 911 Carrera RSR | Robert Kirby | John Hotchkis | Rang 20     |              |

### Sebring-Ergebnisse
| Jahr | Team                 | Fahrzeug                | Teamkollege   | Teamkollege   | Teamkollege     | Platzierung            | Ausfallgrund    |
| ---- | -------------------- | ----------------------- | ------------- | ------------- | --------------- | ---------------------- | --------------- |
| 1977 |                      | Porsche 911S            | Jim Borsos    |               |                 | Ausfall                | Unfall          |
| 1978 | Wynn’s International | Porsche 911S            | Robert Kirby  | John Hotchkis |                 | Ausfall                | Mechanik        |
| 1979 | Koll Motor Sports    | Porsche 914/6           | Bill Koll     | Jim Cook      |                 | Rang 22                |                 |
| 1981 | Charles Kendall      | Porsche Carrera RSR     | Chuck Kendall | Pete Smith    |                 | Rang 5 und Klassensieg |                 |
| 1982 | Kendall Racing       | BMW M1                  | Chuck Kendall | John Hotchkis |                 | Ausfall                | Unfall          |
| 1986 | All American Racers  | Toyota Celica Turbo     | Chris Cord    |               |                 | Ausfall                | Getriebeschaden |
| 1988 | All American Racers  | Toyota Celica Turbo     | Chris Cord    |               |                 | Ausfall                | Motorschaden    |
| 1993 | Kevin Jeannette      | Gunnar 996              | Jay Cochran   | Chip Hanauer  | Bobby Carradine | Ausfall                | Unfall          |
| 1995 | Jorge Trejos         | Porsche 911 Carrera RSR | Jorge Trejos  | Martin Snow   |                 | Rang 14                |                 |
| 1996 | Martin Snow          | Porsche 911 GT2         | Jorge Trejos  | Martin Snow   |                 | Rang 8                 |                 |
| 1997 | Jorge Trejos         | Porsche 911 GT2         | Jorge Trejos  | Joe Varde     |                 | Rang 19                |                 |

### Einzelergebnisse in der Sportwagen-Weltmeisterschaft
| Saison | Team                            | Rennwagen                  | 1   | 2   | 3   | 4   | 5   | 6   | 7   | 8   | 9   | 10  | 11  | 12  | 13  | 14  | 15  | 16  | 17  |
| ------ | ------------------------------- | -------------------------- | --- | --- | --- | --- | --- | --- | --- | --- | --- | --- | --- | --- | --- | --- | --- | --- | --- |
| 1974   | Aase Brothers                   | Porsche 908/02             | MON | SPA | NÜR | IMO | LEM | ZEL | WAT | LEC | BRH | KYA |     |     |     |     |     |     |     |
| 1974   | Aase Brothers                   | Porsche 908/02             |     |     |     | DNF |     |     |     |     |     |     |     |     |     |     |     |     |     |
| 1976   | Dennis Aase                     | Porsche 908/02             | MUG | VAL | NÜR | MON | SIL | IMO | NÜR | ZEL | PER | WAT | MOS | DIJ | DIJ | SAL |     |     |     |
| 1976   | Dennis Aase                     | Porsche 908/02             |     |     |     |     |     |     |     | 16  |     |     |     |     |     |     |     |     |     |
| 1977   | Kirby Hitchcock Racing          | Porsche 914/6              | DAY | MUG | DIJ | MON | SIL | NÜR | VAL | PER | WAT | EST | LEC | MOS | IMO | SAL | BRH | HOK | VAL |
| 1977   | Kirby Hitchcock Racing          | Porsche 914/6              | 52  |     |     |     |     |     |     |     |     |     |     |     |     |     |     |     |     |
| 1978   | Wynn’s International            | Porsche 911S               | DAY | SEB | MUG | TAL | DIJ | SIL | NÜR | LEM | MIS | DAY | WAT | VAL | ROD |     |     |     |     |
| 1978   | Wynn’s International            | Porsche 911S               | 58  | DNF |     | DNF |     |     |     |     |     |     |     |     |     |     |     |     |     |
| 1979   | Koll Motor Sports Dennis Aase   | Porsche 914/6 Porsche 911S | DAY | SEB | MUG | TAL | DIJ | RIV | SIL | NÜR | LEM | PER | DAY | WAT | SPA | BRH | ROA | VAL | ELS |
| 1979   | Koll Motor Sports Dennis Aase   | Porsche 914/6 Porsche 911S |     | 22  |     |     |     | DNF |     |     |     |     |     |     |     |     | 4   |     |     |
| 1980   | Racing Beat Alan Johnson Racing | Mazda RX-7 Porsche 911     | DAY | BRH | SEB | MUG | MON | RIV | SIL | NÜR | LEM | DAY | WAT | SPA | MOS | ROA | VAL | DIJ |     |
| 1980   | Racing Beat Alan Johnson Racing | Mazda RX-7 Porsche 911     | 62  |     |     |     |     | DNF |     |     |     |     |     |     |     | 9   |     |     |     |
| 1981   | Kendall Racing                  | Porsche Carrera RSR BMW M1 | DAY | SEB | MUG | MON | RIV | SIL | NÜR | LEM | PER | DAY | WAT | SPA | MOS | ROA | BRH |     |     |
| 1981   | Kendall Racing                  | Porsche Carrera RSR BMW M1 |     | 5   |     |     | DNF |     |     |     |     |     |     |     |     | 9   |     |     |     |